# Chisaka Takamasa
Chisaka Takamasa (千坂 高雅, né le 11 mars 1841, mort le 3 décembre 1912) est un samouraï japonais de la fin de l'époque d'Edo, devenu soldat, fonctionnaire du gouvernement et homme d'affaires pendant l'ère Meiji. Il fut karō dans l'administration du domaine de Yonezawa.

## Source de la traduction
- (en) Cet article est partiellement ou en totalité issu de l’article de Wikipédia en anglais intitulé « Chisaka Takamasa » (voir la liste des auteurs).